# COFEE
COFEE（Computer Online Forensic Evidence Extractor）とは、マイクロソフト社が世界15か国の捜査官に無償で配布した捜査支援ソフト。

## 概要
パスワードや暗号化されたソースからデータを引き出せるソフトウェアである。USBサムドライブで配布されており、捜査対象のコンピュータに接続することで簡単に利用することができる。また、所持、ダウンロード、使用が違法とされている。

## 配布先国
アメリカ、フィリピン、ニュージーランド、ドイツを含む世界15か国の捜査官2000人以上が捜査に利用している。

## 配布に至った経緯
マイクロソフト本社で行われている捜査関係者の意見交換会から生まれた。

## 背景
2009年11月6日にインターネット上に流出する。